# Підопригора Леонід Тимофійович
Підопригора Леонід Тимофійович (? — ?) — командир куреня Дієвої Армії УНР.

## Біографія
Останнє звання у російській армії — штабс-капітан.
У 1918 році служив у 41-му пішому Корочанському полку Армії Української Держави (місто Харків). З 2 березня 1919 року — командир сотні 9-го дієвого інженерного куреня Північної групи Дієвої Армії УНР. З травня 1919 року — командир цього куреня (у червні 1919 року перейменований на 1-й Північний технічний курінь).
У 1920-х роках жив у Зінов'євську (теперішній Кропивницький), працював техніком. У січні 1931 року був заарештований у справі «Весна» (т. зв. контрреволюційна змова колишніх офіцерів). Визнав себе винним.
Подальша доля невідома.